# Who I Am
Who I Am es el único álbum de estudio de Nick Jonas & The Administration. Salió a la venta el 2 de febrero de 2010 en Estados Unidos. El grupo hizo su debut en directo interpretando el sencillo del mismo nombre en el especial Grammy Nominations Concert Live el 2 de diciembre de 2009, en la CBS. Jonas grabó el álbum en ocho días con el productor John Fields, que también tocó el bajo. Otros miembros de The Administration son el baterista Michael Bland y el tecladista Tommy Barbarella, que tocaron en The New Power Generation. El guitarrista David Ryan Harris tocó en el álbum, pero un tercer antiguo miembro de NPG, Sonny Thompson, le sustituyó en eventos en directo.

## Antecedentes
"Rose Garden" fue la primera canción escrita para el álbum y se inspiró en parte en una ruptura difícil. Jonas escribió o coescribió todas las pistas. Jonas grabó el álbum en ocho días con el productor John Fields, que también tocó el bajo. El álbum tiene nueve números nuevos y una versión del sencillo de los Jonas Brothers "Tonight". Nick escribió originalmente la canción "World War III" para the Administration, pero en su lugar se utilizó para el álbum de los Jonas Brothers Lines, Vines and Trying Times. También escribió una canción llamada "Oval Office" pero la canción nunca apareció en el disco porque según Nick la canción no sonaba bien.

## Recepción Crítica
El álbum recibió críticas mixtas o medias por parte de la crítica musical. Debutó en el número tres con 82.000 en la lista Billboard 200. 'Stay" se lanzó como sencillo digital el 2 de marzo. El álbum ha vendido 179.000 copias en EE. UU.

## Gira
A finales de diciembre de 2009 y enero de 2010, Nick Jonas & the Administration realizaron una gira en apoyo de su álbum debut, Who I Am. Aparte de apariciones como invitado en eventos puntuales, fue la primera vez que Nick salió de gira sin sus hermanos, Kevin y Joe.
En septiembre y octubre de 2011, Nick Jonas & the Administration realizaron una gira por Sudamérica presentando material de este álbum, Who I Am.

## Sencillos
El primer sencillo del álbum "Who I Am" fue lanzado oficialmente el 3 de diciembre de 2009, seguido del lanzamiento del vídeo musical. El grupo hizo su debut en directo interpretando el sencillo homónimo en el especial en directo del Concierto de las Nominaciones a los Grammy el 2 de diciembre en la CBS.

## Lista de Canciones
| Standard edition |                                 |          |  |
| N.º              | Título                          | Duración |  |
| 1.               | «Rose Garden»                   | 3:34     |  |
| 2.               | «Who I Am»                      | 4:05     |  |
| 3.               | «Olive & an Arrow»              | 4:59     |  |
| 4.               | «Conspiracy Theory»             | 3:47     |  |
| 5.               | «In the End»                    | 4:52     |  |
| 6.               | «Last Time Around»              | 4:07     |  |
| 7.               | «Tonight»                       | 4:19     |  |
| 8.               | «State of Emergency»            | 3:34     |  |
| 9.               | «Vesper's Goodbye»              | 3:11     |  |
| 10.              | «Stronger (Back on the Ground)» | 4:54     |  |
| 41:21            |                                 |          |  |

| Deluxe edition DVD |                      |          |  |
| N.º                | Título               | Duración |  |
| 1.                 | «Rose Garden»        | 3:34     |  |
| 2.                 | «Who I Am»           | 4:05     |  |
| 3.                 | «Olive & an Arrow»   | 4:59     |  |
| 4.                 | «Conspiracy Theory»  | 3:47     |  |
| 5.                 | «In the End»         | 4:52     |  |
| 6.                 | «Last Time Around»   | 4:07     |  |
| 7.                 | «Tonight»            | 4:19     |  |
| 8.                 | «State of Emergency» | 3:34     |  |

CD Mejorado
- El CD proporciona acceso a las páginas web de Nick Jonas & the Administration, y también códigos para descargar todas las canciones del álbum + las versiones "Don't Close the Book" y "Rock With You" para móviles.

Notas
- "Tonight" es una nueva versión de la canción de los Jonas Brothers.

## Personal
- Nick Jonas - voz principal, guitarra principal
- Tommy Barbarella - teclados
- Michael Bland - batería, vibráfono, voz
- Sonny Thompson - guitarras, voz (en el DVD Who I Am)
- John Fields - bajo, guitarras, percusión, vibráfono, productor
- David Ryan Harris - guitarras, voz (en el CD Who I Am)
- Jonny Lang - coros adicionales (pista 10)
- Kevin Jonas Sr. - coros adicionales (pista 10), dirección
- Michael Logen - coros adicionales (pista 10)
- Dave McNair - masterización
- Jon Lind - A&R
- David Snow - director creativo
- Enny Joo - dirección artística
- Olaf Heine - fotografía
- Paul David Hager - mezcla
- Philip McIntyre - dirección
- Johnny Wright - dirección

## Nick Jonas & the Administration Live at the Wiltern January 28th, 2010
Nick Jonas & the Administration Live at the Wiltern January 28, 2010 es el primer álbum en directo del grupo Nick Jonas & The Administration. Fue lanzado el 11 de mayo de 2010 bajo el sello discográfico Hollywood Records.

### Antecedentes
Desde el 26 de enero hasta el 29 de enero, Nick Jonas & the Administration realizaron cuatro conciertos en Los Ángeles todos los conciertos tuvieron lugar en el Wiltern Theatre de Los Ángeles, como parte de la gira Who I Am Tour. El concierto del 28 de enero fue grabado y publicado digitalmente el 11 de mayo de 2010.
Durante el rodaje del espectáculo, se filmaron vídeos musicales de las canciones "Rose Garden" y "Stay".

## Lista de Canciones
| N.º   | Título                             | Duración |  |
| 1.    | «Last Time Around»                 | 7:16     |  |
| 2.    | «Inseparable» (new version)        | 5:25     |  |
| 3.    | «Olive & an Arrow»                 | 8:06     |  |
| 4.    | «State of Emergency»               | 4:06     |  |
| 5.    | «While the World Is Spinning»      | 4:01     |  |
| 6.    | «Black Keys / A Little Bit Longer» | 7:16     |  |
| 7.    | «Vesper's Goodbye»                 | 3:31     |  |
| 8.    | «Conspiracy Theory»                | 4:32     |  |
| 9.    | «Stay»                             | 7:51     |  |
| 10.   | «Rose Garden»                      | 6:42     |  |
| 11.   | «Stronger (Back on the Ground)»    | 6:14     |  |
| 12.   | «Tonight» (new version)            | 5:47     |  |
| 13.   | «Who I Am»                         | 5:23     |  |
| 76:10 |                                    |          |  |

## Personal
- Nick Jonas - voz principal, guitarra principal, piano
- Tommy Barbarella - teclados
- Michael Bland - batería, vibráfono, voz
- Sonny Thompson - guitarras, voz
- John Fields - bajo, guitarras, percusión, vibráfono
- Live Nation - productor
- John Fields - productor

## Historial de Lanzamiento

### Who I Am
| Región                                 | Fecha                 | Edición              |
| -------------------------------------- | --------------------- | -------------------- |
| México                                 | 19 de enero de 2010   | CD, Descarga digital |
| - Países Bajos - Polonia               | 29 de enero de 2010   | CD, Descarga digital |
| - Irlanda - Reino Unido - Escandinavia | 1 de febrero de 2010  | CD, Descarga digital |
| - Estados Unidos - Canadá - Argentina  | 2 de febrero de 2010  | CD, Descarga digital |
| - Australia - Italia                   | 5 de febrero de 2010  | CD, Descarga digital |
| - España - Brasil                      | 9 de febrero de 2010  | CD, Descarga digital |
| Japón                                  | 11 de febrero de 2010 | CD, Descarga digital |
| - Europa - Alemania                    | 19 de febrero de 2010 | CD, Descarga digital |
| Filipinas                              | 22 de febrero de 2010 | CD, Descarga digital |
| Corea del Sur                          | 25 de febrero de 2010 | CD, Descarga digital |
| India                                  | 3 de marzo de 2010    | CD, Descarga digital |
| Alemania                               | 13 de agosto de 2010  | Limited (Slidepack)  |
| Países Bajos                           | 26 de agosto de 2010  | Limited (Slidepack)  |

### Nick Jonas & the Administration Live at the Wiltern January 28th, 2010
| Región      | Fecha              | Edición          |
| ----------- | ------------------ | ---------------- |
| Reino Unido | 11 de mayo de 2010 | Descarga digital |

## Charts
| Charts (2010)                     | Peak position | Certification/Sales (sales thresholds) |
| --------------------------------- | ------------- | -------------------------------------- |
| Argentina                         | 1             |                                        |
| Australia                         | 46            |                                        |
| Bélgica (Flanders)                | 17            |                                        |
| Bélgica (Wallonia)                | 45            |                                        |
| Brasil                            | 10            |                                        |
| Canadá                            | 4             |                                        |
| Dinamarca                         | 27            |                                        |
| Francia                           | 60            |                                        |
| Alemania                          | 78            |                                        |
| Grecia                            | 4             |                                        |
| Irlanda                           | 29            |                                        |
| México                            | 1             | Oro                                    |
| Nueva Zelanda                     | 25            |                                        |
| Portugal                          | 9             |                                        |
| Polonia                           | 46            |                                        |
| España                            | 4             |                                        |
| Corea del Sur                     | 40            |                                        |
| Reino Unido                       | 50            |                                        |
| Estados Unidos U.S. Billboard 200 | 3             | 151 000                                |